# Vincenzo Rossitto
Vincenzo Rossitto (Siracusa, 10 aprile 1976) è un ex pugile italiano.

È stato 4 volte campione italiano dei pesi massimi e ha detenuto per un totale di 4 volte altre cinture in periodi di tempo differenti. Nel 1999 è arrivato ad occupare il 20º posto nelle graduatorie mondiali della sua categoria diffuse dalla World Boxing Council. 

## Biografia
Il più giovane di tre figli, si avvicina al pugilato all'età di 8 anni per volontà sua

### Carriera professionistica
È stato campione intercontinentale IBF nel 2005. Il 13 aprile 2012, dopo aver sconfitto lo sfidante, il Georgiano Levan Jomardashvili, diventa campione intercontinentale WBC dei pesi massimi leggeri. Il 15 giugno 2013 affronta e viene sconfitto per il vacante titolo dell'Unione Europea da Mirko Larghetti, per KOT all'ottava ripresa. Il giorno seguente annuncia il suo ritiro definitivo dal mondo del pugilato.